# Ilha de Vitória
Ilha de Vitória, anteriormente chamada de Ilha de Santo Antônio, é uma ilha brasileira. É a maior ilha de um arquipélago onde está localizado o Centro e a maior parte do município de Vitória, capital do estado do Espírito Santo. As pontes que ligam a ilha de Vitória a outros municípios e à parte continental do município são: 2ª Ponte, 3ª Ponte, Cinco Pontes Ponte Florentino Avidos, Ponte Ayrton Senna, Ponte da Passagem e Ponte de Camburi.

## Histórico
Passou por sucessivos aterros desde a fundação da Vila de Nossa Senhora da Vitória do Espírito Santo, hoje Centro da Cidade, dentre os quais o aterro do Campinho, que originou o Parque Moscoso e o grande aterro do Novo Arrabalde e o que deu origem à Enseada do Suá.
Originalmente uma ilha fluvial de foz de rio, a Ilha de Vitória tinha como cobertura natural vegetação de mata atlântica margeada por areais e manguezais que ficavam alagados com a maré perfazendo recortes ocasionais na geografia natural da Ilha. À medida que a cidade foi crescendo, aos poucos essas características naturais foram sendo descaracterizadas, principalmente no que se diz respeito à supressão de rios e corpos d'água para criação de vias, à exemplo dos córregos da sua Sete de Setembro, no centro, e o Córrego Jucutuquara, sob a Paulino Muller. Considerados insalubres, os maguezais que rodeavam toda a ilha aos poucos foram sendo substituídos por vias de acesso e grandes vãos urbanos que coincidem com a "fachada" da ilha para o Oceano Atlântico.
Foi a parte da cidade que mais sofreu com o grande crescimento populacional que afetou as principais capitais brasileiras a partir da década de setenta, com a intensificação do processo de verticalização nos bairros de classe média e alta, e favelização nas periferias, principalmente em áreas de morro, como São Benedito e Cruzamento e reservas de manguezal, como Andorinhas e a Grande São Pedro.
Na ilha, a Praia do Canto, localizada no bairro de mesmo nome, é o local de onde saem as lanchas que disputam todos os anos o Campeonato Internacional de Pesca Oceânica e a Ponte Desembargador Paes Barreto, que dá acesso à Ilha do Frade.
Não fazem parte da ilha, estando na parte continental do município, os bairros Jardim Camburi, Jardim da Penha, Mata da Praia, Morada de Camburi, República e os bairros que compreendem a Grande Goiabeiras.